# Титова Алла Дмитрівна
Титова Алла Дмитрівна (нар. 16 липня 1927) — радянський, український організатор кіновиробництва.
Народ. 16 липня 1927 р. в Києві. 
Член Національної Спілки кінематографістів України.

## Фільмографія
Була директором картин:
- «Блакитне і зелене» (1970, к/м)
- «Зоряний цвіт» (1971)
- «Особисте життя» (1974)
- «Каштанка» (1975, у співавт.)
- «Втеча з в'язниці» (1977)
- «Талант» (1977, т/ф, 4 а)
- «Весь світ в очах твоїх...» (1977)
- «Королі і капуста» (1978, т/ф, 2 с)
- «Історія одного кохання» (1981, у співавт.)
- «Дикий пляж» (1990)
- «Родимка» (1991)
- «Градус чорного Місяця» (1992) та ін.